# Vòng bảng UEFA Europa Conference League 2021-22
Vòng bảng UEFA Europa Conference League 2021-22 bắt đầu vào ngày 14 tháng 9 năm 2021 và kết thúc vào ngày 9 tháng 12 năm 2021. Có tổng cộng 32 đội cạnh tranh ở vòng bảng để xác định 16 trong số 24 suất vào vòng đấu loại trực tiếp của UEFA Europa Conference League 2021-22.
Alashkert, Bodø/Glimt, Flora, Kairat, Lincoln Red Imps, Mura, Randers và Union Berlin có lần đầu tiên xuất hiện ở vòng bảng một giải đấu UEFA. Alashkert, Flora và Lincoln Red Imps là các đội bóng đầu tiên lần lượt từ Armenia, Estonia và Gibraltar, thi đấu ở vòng bảng một giải đấu UEFA.

## Bốc thăm
Lễ bốc thăm cho vòng bảng được tổ chức vào ngày 27 tháng 8 năm 2021, lúc 13:30 CEST (14:30 TRT), ở Istanbul, Thổ Nhĩ Kỳ. 32 đội được bốc thăm vào tám bảng gồm 4 đội. Đối với lễ bốc thăm, các đội được xếp hạt giống vào bốn nhóm, mỗi nhóm gồm 8 đội, dựa trên hệ số câu lạc bộ UEFA năm 2021 của họ. Các đội từ cùng hiệp hội không thể được bốc thăm vào cùng bảng. Vì lý do chính trị, các đội từ Azerbaijan và Armenia không thể được bốc thăm vào cùng bảng. Trước lễ bốc thăm, UEFA hình thành các cặp gồm các đội từ cùng hiệp hội, bao gồm các đội thi đấu ở vòng bảng Europa League (một cặp cho các hiệp hội với 2 hoặc 3 đội, hai cặp cho các hiệp hội với 4 hoặc 5 đội) dựa trên lượng khán giả xem truyền hình, trong đó một đội được bốc thăm vào các Bảng A–D và đội còn lại được bốc thăm vào các Bảng E–H, do đó hai đội thi đấu vào các khung giờ khác nhau. Các cặp sau được UEFA công bố sau khi các đội vòng bảng được xác nhận (đội thứ hai trong cặp được đánh dấu UEL thi đấu ở vòng bảng Europa League):
1. Slavia Prague và Jablonec
2. Copenhagen và Randers
3. AZ và Vitesse
4. PAOK và Olympiacos (UEL)
5. Rennes và Monaco (UEL)
6. Maccabi Tel Aviv và Maccabi Haifa
7. Partizan và Red Star Belgrade (UEL)
8. Omonia và Anorthosis Famagusta
9. Feyenoord và PSV Eindhoven (UEL)
10. CSKA Sofia và Ludogorets Razgrad (UEL)

Ở mỗi lượt trận, một nhóm gồm 4 bảng thi đấu các trận đấu của họ vào lúc 18:45 CET/CEST, trong khi nhóm còn lại gồm 4 bảng thi đấu các trận đấu của họ vào lúc 21:00 CET/CEST, với thứ tự thi đấu của hai nhóm thay đổi giữa mỗi lượt trận. Các cặp đấu đã được xác định sau lễ bốc thăm, sử dụng máy vi tính để bốc thăm không công khai. Mỗi đội không thi đấu liên tiếp quá hai trận sân nhà hoặc hai trận sân khách mà thi đấu một trận sân nhà và một trận sân khách vào các lượt trận đầu tiên và cuối cùng (Quy định Điều 15.02).

## Các đội bóng
Dưới đây là các đội tham dự (với hệ số câu lạc bộ UEFA năm 2021 của họ), được xếp theo nhóm hạt giống của họ. Họ bao gồm:
- 22 đội thắng của vòng play-off (5 đội từ Nhóm các đội vô địch, 17 đội từ Nhóm chính)
- 10 đội thua của vòng play-off Europa League

| Chú thích màu sắc                                         |
| --------------------------------------------------------- |
| Đội nhất bảng đi tiếp thẳng vào vòng 16 đội               |
| Đội nhì bảng đi tiếp vào vòng play-off đấu loại trực tiếp |

| Đội               | Ghi chú  | Hệ số  |
| ----------------- | -------- | ------ |
| Roma              | [ECL-MP] | 90.000 |
| Tottenham Hotspur | [ECL-MP] | 88.000 |
| Basel             | [ECL-MP] | 49.000 |
| Slavia Prague     | [EL-PO]  | 43.500 |
| Copenhagen        | [ECL-MP] | 43.500 |
| Gent              | [ECL-MP] | 26.500 |
| AZ                | [EL-PO]  | 21.500 |
| LASK              | [ECL-MP] | 21.000 |

| Đội              | Ghi chú  | Hệ số  |
| ---------------- | -------- | ------ |
| Feyenoord        | [ECL-MP] | 21.000 |
| Qarabağ          | [ECL-MP] | 21.000 |
| Maccabi Tel Aviv | [ECL-MP] | 20.500 |
| PAOK             | [ECL-MP] | 20.000 |
| Rennes           | [ECL-MP] | 19.000 |
| Partizan         | [ECL-MP] | 18.000 |
| CFR Cluj         | [EL-PO]  | 16.500 |
| Zorya Luhansk    | [EL-PO]  | 15.000 |

| Đội               | Ghi chú  | Hệ số  |
| ----------------- | -------- | ------ |
| Union Berlin      | [ECL-MP] | 14.714 |
| CSKA Sofia        | [ECL-MP] | 8.000  |
| Vitesse           | [ECL-MP] | 7.840  |
| Slovan Bratislava | [EL-PO]  | 7.500  |
| Jablonec          | [ECL-MP] | 7.000  |
| Alashkert         | [EL-PO]  | 6.500  |
| Flora             | [ECL-CP] | 6.250  |
| Kairat            | [ECL-CP] | 6.000  |

| Đội                  | Ghi chú  | Hệ số |
| -------------------- | -------- | ----- |
| Lincoln Red Imps     | [ECL-CP] | 5.750 |
| Randers              | [EL-PO]  | 5.575 |
| Omonia               | [EL-PO]  | 5.550 |
| Anorthosis Famagusta | [ECL-MP] | 5.550 |
| HJK                  | [EL-PO]  | 5.500 |
| Maccabi Haifa        | [ECL-CP] | 4.875 |
| Bodø/Glimt           | [ECL-CP] | 4.200 |
| Mura                 | [EL-PO]  | 3.000 |

Ghi chú
1. ECL-CP Đội thắng của vòng play-off (Nhóm các đội vô địch).
2. ECL-MP Đội thắng của vòng play-off (Nhóm chính).
3. EL-PO Đội thua của vòng play-off Europa League

## Thể thức
Ở mỗi bảng, các đội đối đầu với nhau theo thể thức vòng tròn đấu sân nhà và sân khách. Đội nhất của mỗi bảng đi tiếp vào vòng 16 đội, trong khi đội nhì đi tiếp vào vòng play-off đấu loại trực tiếp. Đội đứng thứ ba và thứ tư bị loại khỏi các giải đấu châu Âu cho đến hết mùa giải.

### Tiêu chí xếp hạng
Các đội được xếp hạng theo điểm (3 điểm cho một trận thắng, 1 điểm cho một trận hòa, 0 điểm cho một trận thua). Nếu hai hay nhiều đội bằng điểm, các tiêu chí xếp hạng sau đây được áp dụng, theo thứ tự được đưa ra, để xác định thứ hạng (xem Điều 16 Bình đẳng điểm - vòng bảng, Quy định của UEFA Europa Conference League):
1. Số điểm trong các trận đấu đối đầu giữa các đội bằng điểm;
2. Hiệu số bàn thắng thua trong các trận đấu đối đầu giữa các đội bằng điểm;
3. Số bàn thắng ghi được trong các trận đấu đối đầu giữa các đội bằng điểm;
4. Nếu có nhiều hơn 2 đội bằng điểm và sau khi áp dụng tất cả tiêu chí đối đầu trên, một nhóm đội vẫn bằng điểm, tất cả tiêu chí đối đầu trên được áp dụng lại dành riêng cho nhóm đội này;
5. Hiệu số bàn thắng thua trong tất cả các trận đấu vòng bảng;
6. Số bàn thắng ghi được trong tất cả các trận đấu vòng bảng;
7. Số bàn thắng sân khách ghi được trong tất cả các trận đấu vòng bảng;
8. Số trận thắng trong tất cả các trận đấu vòng bảng;
9. Số trận thắng sân khách trong tất cả các trận đấu vòng bảng;
10. Điểm kỷ luật (thẻ đỏ trực tiếp = 3 điểm; bị truất quyền thi đấu do nhận hai thẻ vàng trong một trận đấu = 3 điểm; một thẻ vàng = 1 điểm);
11. Hệ số câu lạc bộ UEFA.

Do luật bàn thắng sân khách bị bãi bỏ, số bàn thắng sân khách đối đầu không còn được áp dụng như một tiêu chí xếp hạng kể từ mùa giải này. Tuy nhiên, tổng số bàn thắng sân khách vẫn được áp dụng như một tiêu chí xếp hạng.

## Các bảng đấu
Lịch thi đấu được công bố vào ngày 28 tháng 8 năm 2021, một ngày sau lễ bốc thăm. Các trận đấu được diễn ra vào ngày 14 và 16 tháng 9, 30 tháng 9, 21 tháng 10, 4 tháng 11, 25 tháng 11 và 9 tháng 12 năm 2021 (một trận đấu sân nhà của Maccabi Haifa và Maccabi Tel Aviv được diễn ra vào thứ Ba, do lễ đền tội từ hoàng hôn ngày 15 tháng 9 đến đêm xuống ngày 16 tháng 9). Thời gian bắt đầu trận đấu được lên lịch là 18:45 và 21:00 CET/CEST (cả ba trận đấu sân nhà của Kairat được diễn ra vào 16:30 CET/CEST do múi giờ của Kazakhstan và các trận đấu được dời lại vào các ngày Thứ Ba cũng được diễn ra vào 16:30 CET/CEST để tránh xung đột với các trận đấu Champions League).
Thời gian là CET/CEST, do UEFA liệt kê (giờ địa phương nếu khác nhau thì được hiển thị trong ngoặc đơn).

### Bảng A
| VT | Đội              | ST | T | H | B | BT | BB | HS  | Đ  | Giành quyền tham dự                          |     | LASK | MTA | HJK | ALA |
| -- | ---------------- | -- | - | - | - | -- | -- | --- | -- | -------------------------------------------- | --- | ---- | --- | --- | --- |
| 1  | LASK             | 6  | 5 | 1 | 0 | 12 | 1  | +11 | 16 | Đi tiếp vào vòng 16 đội                      |     | —    | 1–1 | 3–0 | 2–0 |
| 2  | Maccabi Tel Aviv | 6  | 3 | 2 | 1 | 14 | 4  | +10 | 11 | Đi tiếp vào vòng play-off đấu loại trực tiếp |     | 0–1  | —   | 3–0 | 4–1 |
| 3  | HJK              | 6  | 2 | 0 | 4 | 5  | 15 | −10 | 6  |                                              |     | 0–2  | 0–5 | —   | 1–0 |
| 4  | Alashkert        | 6  | 0 | 1 | 5 | 4  | 15 | −11 | 1  |                                              | 0–3 | 1–1  | 2–4 | —   |     |

| Maccabi Tel Aviv                                                 | 4–1      | Alashkert    |
| ---------------------------------------------------------------- | -------- | ------------ |
| - Perica 13' - Kanichowsky 32' - Biton 45+3' (ph.đ.) - Hozez 72' | Chi tiết | - Embaló 17' |

| HJK | 0–2      | LASK                          |
| --- | -------- | ----------------------------- |
|     | Chi tiết | - Marešić 17' - Monschein 89' |

| LASK          | 1–1      | Maccabi Tel Aviv |
| ------------- | -------- | ---------------- |
| - Horvath 10' | Chi tiết | - Khalaila 88'   |

| Alashkert                   | 2–4      | HJK                                                            |
| --------------------------- | -------- | -------------------------------------------------------------- |
| - Embaló 24' - Glišić 90+3' | Chi tiết | - Ri. Riski 8' - Valenčič 57' - Ro. Riski 63' - Olusanya 90+5' |

| HJK | 0–5      | Maccabi Tel Aviv                                                                 |
| --- | -------- | -------------------------------------------------------------------------------- |
|     | Chi tiết | - Kanichowsky 28', 60' - Perica 49' (ph.đ.) - Saborit 87' (ph.đ.) - Shamir 90+4' |

| Alashkert | 0–3      | LASK                                       |
| --------- | -------- | ------------------------------------------ |
|           | Chi tiết | - Hong 35' - Goiginger 68' - Michorl 90+2' |

| LASK                | 2–0      | Alashkert |
| ------------------- | -------- | --------- |
| - Nakamura 12', 87' | Chi tiết |           |

| Maccabi Tel Aviv                               | 3–0      | HJK |
| ---------------------------------------------- | -------- | --- |
| - Kuwas 22' - Lingman 65' (l.n.) - Hozez 90+3' | Chi tiết |     |

| HJK          | 1–0      | Alashkert |
| ------------ | -------- | --------- |
| - Tanaka 48' | Chi tiết |           |

| Maccabi Tel Aviv | 0–1      | LASK          |
| ---------------- | -------- | ------------- |
|                  | Chi tiết | - Horvath 89' |

| Alashkert      | 1–1      | Maccabi Tel Aviv |
| -------------- | -------- | ---------------- |
| - Boljević 78' | Chi tiết | - Almog 90'      |

| LASK                                    | 3–0      | HJK |
| --------------------------------------- | -------- | --- |
| - Balić 41' - Nakamura 63' - Gruber 81' | Chi tiết |     |

### Bảng B
| VT | Đội                  | ST | T | H | B | BT | BB | HS | Đ  | Giành quyền tham dự                          |     | GNT | PAR | ANO | FLO |
| -- | -------------------- | -- | - | - | - | -- | -- | -- | -- | -------------------------------------------- | --- | --- | --- | --- | --- |
| 1  | Gent                 | 6  | 4 | 1 | 1 | 6  | 2  | +4 | 13 | Đi tiếp vào vòng 16 đội                      |     | —   | 1–1 | 2–0 | 1–0 |
| 2  | Partizan             | 6  | 2 | 2 | 2 | 6  | 4  | +2 | 8  | Đi tiếp vào vòng play-off đấu loại trực tiếp |     | 0–1 | —   | 1–1 | 2–0 |
| 3  | Anorthosis Famagusta | 6  | 1 | 3 | 2 | 6  | 9  | −3 | 6  |                                              |     | 1–0 | 0–2 | —   | 2–2 |
| 4  | Flora                | 6  | 1 | 2 | 3 | 5  | 8  | −3 | 5  |                                              | 0–1 | 1–0 | 2–2 | —   |     |

| Flora | 0–1      | Gent          |
| ----- | -------- | ------------- |
|       | Chi tiết | - Lemajić 54' |

| Anorthosis Famagusta | 0–2      | Partizan                |
| -------------------- | -------- | ----------------------- |
|                      | Chi tiết | - Menig 42' - Gomes 68' |

| Gent                           | 2–0      | Anorthosis Famagusta |
| ------------------------------ | -------- | -------------------- |
| - Correa 28' (l.n.) - Kums 81' | Chi tiết |                      |

| Partizan            | 2–0      | Flora |
| ------------------- | -------- | ----- |
| - Marković 20', 42' | Chi tiết |       |

| Anorthosis Famagusta        | 2–2      | Flora               |
| --------------------------- | -------- | ------------------- |
| - Deletić 25' - Popović 28' | Chi tiết | - Sappinen 38', 80' |

| Partizan | 0–1      | Gent       |
| -------- | -------- | ---------- |
|          | Chi tiết | - Kums 59' |

| Flora                       | 2–2      | Anorthosis Famagusta          |
| --------------------------- | -------- | ----------------------------- |
| - Sappinen 55' - Zenjov 58' | Chi tiết | - Christofi 29' - Popović 33' |

| Gent             | 1–1      | Partizan       |
| ---------------- | -------- | -------------- |
| - Tissoudali 80' | Chi tiết | - Urošević 66' |

| Flora        | 1–0      | Partizan |
| ------------ | -------- | -------- |
| - Miller 44' | Chi tiết |          |

| Anorthosis Famagusta     | 1–0      | Gent |
| ------------------------ | -------- | ---- |
| - Christodoulopoulos 27' | Chi tiết |      |

| Partizan          | 1–1      | Anorthosis Famagusta             |
| ----------------- | -------- | -------------------------------- |
| - Milovanović 20' | Chi tiết | - Christodoulopoulos 33' (ph.đ.) |

| Gent        | 1–0      | Flora |
| ----------- | -------- | ----- |
| - Bruno 51' | Chi tiết |       |

### Bảng C
| VT | Đội           | ST | T | H | B | BT | BB | HS  | Đ  | Giành quyền tham dự                          |     | ROM | BOD | ZOR | CSS |
| -- | ------------- | -- | - | - | - | -- | -- | --- | -- | -------------------------------------------- | --- | --- | --- | --- | --- |
| 1  | Roma          | 6  | 4 | 1 | 1 | 18 | 11 | +7  | 13 | Đi tiếp vào vòng 16 đội                      |     | —   | 2–2 | 4–0 | 5–1 |
| 2  | Bodø/Glimt    | 6  | 3 | 3 | 0 | 14 | 5  | +9  | 12 | Đi tiếp vào vòng play-off đấu loại trực tiếp |     | 6–1 | —   | 3–1 | 2–0 |
| 3  | Zorya Luhansk | 6  | 2 | 1 | 3 | 5  | 11 | −6  | 7  |                                              |     | 0–3 | 1–1 | —   | 2–0 |
| 4  | CSKA Sofia    | 6  | 0 | 1 | 5 | 3  | 13 | −10 | 1  |                                              | 2–3 | 0–0 | 0–1 | —   |     |

| Roma                                                                | 5–1      | CSKA Sofia  |
| ------------------------------------------------------------------- | -------- | ----------- |
| - Pellegrini 25', 62' - El Shaarawy 38' - Mancini 82' - Abraham 84' | Chi tiết | - Carey 10' |

| Bodø/Glimt                                     | 3–1      | Zorya Luhansk  |
| ---------------------------------------------- | -------- | -------------- |
| - Saltnes 48' - Solbakken 49' - Pellegrino 60' | Chi tiết | - Hromov 90+1' |

| Zorya Luhansk | 0–3      | Roma                                          |
| ------------- | -------- | --------------------------------------------- |
|               | Chi tiết | - El Shaarawy 7' - Smalling 66' - Abraham 68' |

| CSKA Sofia | 0–0      | Bodø/Glimt |
| ---------- | -------- | ---------- |
|            | Chi tiết |            |

| Bodø/Glimt                                                         | 6–1      | Roma        |
| ------------------------------------------------------------------ | -------- | ----------- |
| - Botheim 8', 52' - Berg 20' - Solbakken 71', 80' - Pellegrino 78' | Chi tiết | - Pérez 28' |

| CSKA Sofia | 0–1      | Zorya Luhansk      |
| ---------- | -------- | ------------------ |
|            | Chi tiết | - Sayyadmanesh 65' |

| Zorya Luhansk                     | 2–0      | CSKA Sofia |
| --------------------------------- | -------- | ---------- |
| - Zahedi 87' - Sayyadmanesh 90+5' | Chi tiết |            |

| Roma                           | 2–2      | Bodø/Glimt                      |
| ------------------------------ | -------- | ------------------------------- |
| - El Shaarawy 54' - Ibañez 84' | Chi tiết | - Solbakken 45+1' - Botheim 65' |

| Bodø/Glimt                       | 2–0      | CSKA Sofia |
| -------------------------------- | -------- | ---------- |
| - Brunstad Fet 25' - Botheim 85' | Chi tiết |            |

| Roma                                         | 4–0      | Zorya Luhansk |
| -------------------------------------------- | -------- | ------------- |
| - Pérez 15' - Zaniolo 33' - Abraham 46', 75' | Chi tiết |               |

| Zorya Luhansk  | 1–1      | Bodø/Glimt            |
| -------------- | -------- | --------------------- |
| - Nazaryna 18' | Chi tiết | - Vernydub 68' (l.n.) |

| CSKA Sofia                        | 2–3      | Roma                             |
| --------------------------------- | -------- | -------------------------------- |
| - Čataković 75' - Wildschut 90+3' | Chi tiết | - Abraham 15', 53' - Mayoral 34' |

### Bảng D
| VT | Đội      | ST | T | H | B | BT | BB | HS | Đ  | Giành quyền tham dự                          |     | AZ  | RAN | JAB | CLJ |
| -- | -------- | -- | - | - | - | -- | -- | -- | -- | -------------------------------------------- | --- | --- | --- | --- | --- |
| 1  | AZ       | 6  | 4 | 2 | 0 | 8  | 3  | +5 | 14 | Đi tiếp vào vòng 16 đội                      |     | —   | 1–0 | 1–0 | 2–0 |
| 2  | Randers  | 6  | 1 | 4 | 1 | 9  | 9  | 0  | 7  | Đi tiếp vào vòng play-off đấu loại trực tiếp |     | 2–2 | —   | 2–2 | 2–1 |
| 3  | Jablonec | 6  | 1 | 3 | 2 | 6  | 8  | −2 | 6  |                                              |     | 1–1 | 2–2 | —   | 1–0 |
| 4  | CFR Cluj | 6  | 1 | 1 | 4 | 4  | 7  | −3 | 4  |                                              | 0–1 | 1–1 | 2–0 | —   |     |

| Jablonec            | 1–0      | CFR Cluj |
| ------------------- | -------- | -------- |
| - Pilař 51' (ph.đ.) | Chi tiết |          |

| Randers                      | 2–2      | AZ                          |
| ---------------------------- | -------- | --------------------------- |
| - Piesinger 27' - Graves 68' | Chi tiết | - Clasie 24' - Pavlidis 34' |

| AZ                | 1–0      | Jablonec |
| ----------------- | -------- | -------- |
| - Guðmundsson 53' | Chi tiết |          |

| CFR Cluj      | 1–1      | Randers      |
| ------------- | -------- | ------------ |
| - Petrila 68' | Chi tiết | - Kamara 41' |

| Jablonec            | 2–2      | Randers                 |
| ------------------- | -------- | ----------------------- |
| - Čvančara 35', 53' | Chi tiết | - Odey 36', 90' (ph.đ.) |

| CFR Cluj | 0–1      | AZ             |
| -------- | -------- | -------------- |
|          | Chi tiết | - Karlsson 18' |

| AZ                              | 2–0      | CFR Cluj |
| ------------------------------- | -------- | -------- |
| - Guðmundsson 5' - Pavlidis 86' | Chi tiết |          |

| Randers                                        | 2–2      | Jablonec                        |
| ---------------------------------------------- | -------- | ------------------------------- |
| - Hammershøy-Mistrati 46' - Kubista 53' (l.n.) | Chi tiết | - Čvančara 73' - Kratochvíl 83' |

| Jablonec        | 1–1      | AZ          |
| --------------- | -------- | ----------- |
| - Kratochvíl 7' | Chi tiết | - Evjen 44' |

| Randers                      | 2–1      | CFR Cluj   |
| ---------------------------- | -------- | ---------- |
| - Kamara 68' - Piesinger 76' | Chi tiết | - Deac 72' |

| AZ            | 1–0      | Randers |
| ------------- | -------- | ------- |
| - Oosting 87' | Chi tiết |         |

| CFR Cluj            | 2–0      | Jablonec |
| ------------------- | -------- | -------- |
| - Debeljuh 45', 82' | Chi tiết |          |

### Bảng E
| VT | Đội           | ST | T | H | B | BT | BB | HS | Đ  | Giành quyền tham dự                          |     | FEY | SLA | UNI | MHA |
| -- | ------------- | -- | - | - | - | -- | -- | -- | -- | -------------------------------------------- | --- | --- | --- | --- | --- |
| 1  | Feyenoord     | 6  | 4 | 2 | 0 | 11 | 6  | +5 | 14 | Đi tiếp vào vòng 16 đội                      |     | —   | 2–1 | 3–1 | 2–1 |
| 2  | Slavia Prague | 6  | 2 | 2 | 2 | 8  | 7  | +1 | 8  | Đi tiếp vào vòng play-off đấu loại trực tiếp |     | 2–2 | —   | 3–1 | 1–0 |
| 3  | Union Berlin  | 6  | 2 | 1 | 3 | 8  | 9  | −1 | 7  |                                              |     | 1–2 | 1–1 | —   | 3–0 |
| 4  | Maccabi Haifa | 6  | 1 | 1 | 4 | 2  | 7  | −5 | 4  |                                              | 0–0 | 1–0 | 0–1 | —   |     |

| Maccabi Haifa | 0–0      | Feyenoord |
| ------------- | -------- | --------- |
|               | Chi tiết |           |

| Slavia Prague                        | 3–1      | Union Berlin  |
| ------------------------------------ | -------- | ------------- |
| - Bah 18' - Kuchta 84' - Schranz 88' | Chi tiết | - Behrens 70' |

| Feyenoord                 | 2–1      | Slavia Prague |
| ------------------------- | -------- | ------------- |
| - Kökçü 14' - Linssen 24' | Chi tiết | - Holeš 63'   |

| Union Berlin                                 | 3–0      | Maccabi Haifa |
| -------------------------------------------- | -------- | ------------- |
| - Voglsammer 33' - Behrens 48' - Awoniyi 76' | Chi tiết |               |

| Maccabi Haifa | 1–0      | Slavia Prague |
| ------------- | -------- | ------------- |
| - Donyoh 24'  | Chi tiết |               |

| Feyenoord                                        | 3–1      | Union Berlin  |
| ------------------------------------------------ | -------- | ------------- |
| - Jahanbakhsh 11' - Linssen 29' - Sinisterra 76' | Chi tiết | - Awoniyi 35' |

| Slavia Prague | 1–0      | Maccabi Haifa |
| ------------- | -------- | ------------- |
| - Kuchta 49'  | Chi tiết |               |

| Union Berlin  | 1–2      | Feyenoord                      |
| ------------- | -------- | ------------------------------ |
| - Trimmel 41' | Chi tiết | - Sinisterra 15' - Dessers 72' |

| Maccabi Haifa | 0–1      | Union Berlin  |
| ------------- | -------- | ------------- |
|               | Chi tiết | - Ryerson 66' |

| Slavia Prague               | 2–2      | Feyenoord            |
| --------------------------- | -------- | -------------------- |
| - Olayinka 12' - Kuchta 66' | Chi tiết | - Dessers 31', 90+3' |

| Feyenoord                  | 2–1      | Maccabi Haifa |
| -------------------------- | -------- | ------------- |
| - Dessers 38' - Nelson 65' | Chi tiết | - David 90+1' |

| Union Berlin | 1–1      | Slavia Prague |
| ------------ | -------- | ------------- |
| - Kruse 64'  | Chi tiết | - Schranz 50' |

### Bảng F
| VT | Đội               | ST | T | H | B | BT | BB | HS  | Đ  | Giành quyền tham dự                          |     | COP | PAO | SLO | LIN |
| -- | ----------------- | -- | - | - | - | -- | -- | --- | -- | -------------------------------------------- | --- | --- | --- | --- | --- |
| 1  | Copenhagen        | 6  | 5 | 0 | 1 | 15 | 5  | +10 | 15 | Đi tiếp vào vòng 16 đội                      |     | —   | 1–2 | 2–0 | 3–1 |
| 2  | PAOK              | 6  | 3 | 2 | 1 | 8  | 4  | +4  | 11 | Đi tiếp vào vòng play-off đấu loại trực tiếp |     | 1–2 | —   | 1–1 | 2–0 |
| 3  | Slovan Bratislava | 6  | 2 | 2 | 2 | 8  | 7  | +1  | 8  |                                              |     | 1–3 | 0–0 | —   | 2–0 |
| 4  | Lincoln Red Imps  | 6  | 0 | 0 | 6 | 2  | 17 | −15 | 0  |                                              | 0–4 | 0–2 | 1–4 | —   |     |

| Slovan Bratislava | 1–3      | Copenhagen                          |
| ----------------- | -------- | ----------------------------------- |
| - Henty 21'       | Chi tiết | - Wind 18', 68' (ph.đ.) - Stage 41' |

| Lincoln Red Imps | 0–2      | PAOK                        |
| ---------------- | -------- | --------------------------- |
|                  | Chi tiết | - Akpom 45+2' - Mitriță 56' |

| Copenhagen                                 | 3–1      | Lincoln Red Imps |
| ------------------------------------------ | -------- | ---------------- |
| - Diks 4' - Wind 45+2' (ph.đ.) - Stage 52' | Chi tiết | - Rosa 33'       |

| PAOK       | 1–1      | Slovan Bratislava |
| ---------- | -------- | ----------------- |
| - Akpom 9' | Chi tiết | - Green 15'       |

| Copenhagen | 1–2      | PAOK                         |
| ---------- | -------- | ---------------------------- |
| - Biel 80' | Chi tiết | - Sidcley 19' - Živković 38' |

| Slovan Bratislava       | 2–0      | Lincoln Red Imps |
| ----------------------- | -------- | ---------------- |
| - Green 46' - Henty 84' | Chi tiết |                  |

| Lincoln Red Imps     | 1–4      | Slovan Bratislava                        |
| -------------------- | -------- | ---------------------------------------- |
| - R. Chipolina 45+3' | Chi tiết | - Green 17', 25' - Čavrić 67' - Mráz 71' |

| PAOK             | 1–2      | Copenhagen                |
| ---------------- | -------- | ------------------------- |
| - A. Živković 8' | Chi tiết | - Ankersen 34' - Biel 50' |

| Slovan Bratislava | 0–0      | PAOK |
| ----------------- | -------- | ---- |
|                   | Chi tiết |      |

| Lincoln Red Imps | 0–4      | Copenhagen                                               |
| ---------------- | -------- | -------------------------------------------------------- |
|                  | Chi tiết | - Jóhannesson 5' - Lerager 7' - Bøving 63' - Højlund 73' |

| PAOK                           | 2–0      | Lincoln Red Imps |
| ------------------------------ | -------- | ---------------- |
| - A. Živković 17' - Schwab 55' | Chi tiết |                  |

| Copenhagen               | 2–0      | Slovan Bratislava |
| ------------------------ | -------- | ----------------- |
| - Wind 30' - Højlund 53' | Chi tiết |                   |

### Bảng G
| VT | Đội               | ST | T | H | B | BT | BB | HS | Đ  | Giành quyền tham dự                          |     | REN | VIT | TOT | MUR |
| -- | ----------------- | -- | - | - | - | -- | -- | -- | -- | -------------------------------------------- | --- | --- | --- | --- | --- |
| 1  | Rennes            | 6  | 4 | 2 | 0 | 13 | 7  | +6 | 14 | Đi tiếp vào vòng 16 đội                      |     | —   | 3–3 | 2–2 | 1–0 |
| 2  | Vitesse           | 6  | 3 | 1 | 2 | 12 | 9  | +3 | 10 | Đi tiếp vào vòng play-off đấu loại trực tiếp |     | 1–2 | —   | 1–0 | 3–1 |
| 3  | Tottenham Hotspur | 6  | 2 | 1 | 3 | 11 | 11 | 0  | 7  |                                              |     | 0–3 | 3–2 | —   | 5–1 |
| 4  | Mura              | 6  | 1 | 0 | 5 | 5  | 14 | −9 | 3  |                                              | 1–2 | 0–2 | 2–1 | —   |     |

1. ↑  Trận đấu giữa Tottenham Hotspur và Rennes được xử là trận thắng 3–0 cho Rennes do nhiều ca xét nghiệm COVID-19 dương tính trong đội hình Tottenham Hotspur.[81]

| Rennes                   | 2–2      | Tottenham Hotspur                |
| ------------------------ | -------- | -------------------------------- |
| - Tait 23' - Laborde 72' | Chi tiết | - Badé 11' (l.n.) - Højbjerg 76' |

| Mura | 0–2      | Vitesse                     |
| ---- | -------- | --------------------------- |
|      | Chi tiết | - Tronstad 30' - Doekhi 69' |

| Tottenham Hotspur                                    | 5–1      | Mura       |
| ---------------------------------------------------- | -------- | ---------- |
| - Alli 4' (ph.đ.) - Lo Celso 8' - Kane 68', 76', 88' | Chi tiết | - Kous 53' |

| Vitesse      | 1–2      | Rennes                                 |
| ------------ | -------- | -------------------------------------- |
| - Wittek 30' | Chi tiết | - Guirassy 54' (ph.đ.) - Kamaldeen 70' |

| Mura         | 1–2      | Rennes                               |
| ------------ | -------- | ------------------------------------ |
| - Lotrič 20' | Chi tiết | - Guirassy 17' (ph.đ.) - Laborde 41' |

| Vitesse      | 1–0      | Tottenham Hotspur |
| ------------ | -------- | ----------------- |
| - Wittek 78' | Chi tiết |                   |

| Rennes     | 1–0      | Mura |
| ---------- | -------- | ---- |
| - Badé 76' | Chi tiết |      |

| Tottenham Hotspur                            | 3–2      | Vitesse                    |
| -------------------------------------------- | -------- | -------------------------- |
| - Son 15' - Lucas 22' - Rasmussen 28' (l.n.) | Chi tiết | - Rasmussen 32' - Bero 39' |

| Rennes                 | 3–3      | Vitesse                                  |
| ---------------------- | -------- | ---------------------------------------- |
| - Laborde 9', 39', 69' | Chi tiết | - Huisman 43' - Buitink 75' - Openda 90' |

| Mura                        | 2–1      | Tottenham Hotspur |
| --------------------------- | -------- | ----------------- |
| - Horvat 11' - Maroša 90+4' | Chi tiết | - Kane 72'        |

| Vitesse                                 | 3–1      | Mura         |
| --------------------------------------- | -------- | ------------ |
| - Buitink 4' - Openda 35' - Huisman 40' | Chi tiết | - Maroša 82' |

| Tottenham Hotspur | v        | Rennes |
| ----------------- | -------- | ------ |
|                   | Chi tiết |        |

### Bảng H
| VT | Đội     | ST | T | H | B | BT | BB | HS | Đ  | Giành quyền tham dự                          |     | BAS | QAR | OMO | KAI |
| -- | ------- | -- | - | - | - | -- | -- | -- | -- | -------------------------------------------- | --- | --- | --- | --- | --- |
| 1  | Basel   | 6  | 4 | 2 | 0 | 14 | 6  | +8 | 14 | Đi tiếp vào vòng 16 đội                      |     | —   | 3–0 | 3–1 | 4–2 |
| 2  | Qarabağ | 6  | 3 | 2 | 1 | 10 | 8  | +2 | 11 | Đi tiếp vào vòng play-off đấu loại trực tiếp |     | 0–0 | —   | 2–2 | 2–1 |
| 3  | Omonia  | 6  | 0 | 4 | 2 | 5  | 10 | −5 | 4  |                                              |     | 1–1 | 1–4 | —   | 0–0 |
| 4  | Kairat  | 6  | 0 | 2 | 4 | 6  | 11 | −5 | 2  |                                              | 2–3 | 1–2 | 0–0 | —   |     |

| Kairat | 0–0      | Omonia |
| ------ | -------- | ------ |
|        | Chi tiết |        |

| Qarabağ | 0–0      | Basel |
| ------- | -------- | ----- |
|         | Chi tiết |       |

| Basel                                    | 4–2      | Kairat                          |
| ---------------------------------------- | -------- | ------------------------------- |
| - Arthur 15' - Lang 21', 40' - Ndoye 49' | Chi tiết | - Kanté 65' - Alves 69' (ph.đ.) |

| Omonia        | 1–4      | Qarabağ                                                 |
| ------------- | -------- | ------------------------------------------------------- |
| - Lecjaks 40' | Chi tiết | - Kady 52', 90+4' - Sheydaev 73' - Medvedev 79' (ph.đ.) |

| Qarabağ                             | 2–1      | Kairat              |
| ----------------------------------- | -------- | ------------------- |
| - Sheydayev 79' - A. Huseynov 90+1' | Chi tiết | - Kanté 19' (ph.đ.) |

| Basel                                            | 3–1      | Omonia              |
| ------------------------------------------------ | -------- | ------------------- |
| - Millar 19' - Cabral 41' (ph.đ.) - Zhegrova 88' | Chi tiết | - Gómez 27' (ph.đ.) |

| Kairat      | 1–2      | Qarabağ                  |
| ----------- | -------- | ------------------------ |
| - Kanté 68' | Chi tiết | - Wadji 58' - Zoubir 72' |

| Omonia          | 1–1      | Basel        |
| --------------- | -------- | ------------ |
| - Kakoullis 17' | Chi tiết | - Millar 57' |

| Kairat                               | 2–3      | Basel                                            |
| ------------------------------------ | -------- | ------------------------------------------------ |
| - Vágner Love 23' - Hovhannisyan 56' | Chi tiết | - Cabral 45' (ph.đ.) - Zhegrova 69' - Kasami 73' |

| Qarabağ                            | 2–2      | Omonia                          |
| ---------------------------------- | -------- | ------------------------------- |
| - Psaltis 49' (l.n.) - Andrade 88' | Chi tiết | - Ďuriš 43' (ph.đ.) - Gómez 90' |

| Basel                          | 3–0      | Qarabağ |
| ------------------------------ | -------- | ------- |
| - Cabral 33', 74' - Kasami 62' | Chi tiết |         |

| Omonia | 0–0      | Kairat |
| ------ | -------- | ------ |
|        | Chi tiết |        |